# Norman Stone
Norman Stone (8 mars 1941 – 19 juin 2019) est un historien et auteur britannique. Au moment de sa mort, il est professeur d'histoire européenne au département des relations internationales de l'Université Bilkent, après avoir été professeur à l'université d'Oxford, maître de conférences à l'université de Cambridge et conseiller auprès de Margaret Thatcher.

## Jeunesse et éducation
Stone est né à Kelvinside, Glasgow, fils de Mary Robertson (née Pettigrew, décédée en 1991), institutrice, et de Norman Stone, lieutenant d'aviation et pilote de Spitfire pendant la Seconde Guerre mondiale qui combat lors de la bataille d'Angleterre. Son père est tué dans un accident d'entraînement en 1942. Le jeune Norman fréquente l'Académie de Glasgow grâce à une bourse pour les enfants de militaires décédés et est diplômé du Gonville and Caius College de Cambridge, avec mention dans la deuxième partie des tripos d'histoire (1959-1962),.
Après avoir obtenu son diplôme de premier cycle, Stone effectue des recherches sur l'histoire de l'Europe centrale à Vienne et à Budapest (1962-1965), étudiant les archives de l'armée austro-hongroise des années précédant 1914. Au cours de cette période, il passe trois mois en prison à Bratislava, après avoir été surpris en train de faire passer clandestinement un dissident hongrois dans le coffre de sa voiture à travers le rideau de fer à la frontière tchéco-autrichienne.

## Carrière

### Cambridge
Stone ne termine pas son doctorat après s'être vu offrir une bourse de recherche au Gonville and Caius College, où il devient plus tard maître de conférences en histoire russe et allemande (1967) et maître de conférences (1973). En 1971, il est transféré de Caius au Jesus College. Alors que Stone est bien considéré comme enseignant, au fil du temps, il néglige de plus en plus cette fonction.

### Oxford
Stone est nommé en 1984 professeur d'histoire moderne à l'Université d'Oxford, en Angleterre. Cette période à Oxford n'a pas été sans controverse. Petronella Wyatt écrit que Stone "détestait l'endroit comme étant mesquin et provincial, et pour son adhésion à la vision marxiste-déterministe de l'histoire".
Stone publie une chronique dans le Sunday Times entre 1987 et 1992 et est également employé par la BBC, le Frankfurter Allgemeine Zeitung et le Wall Street Journal. Stone devient le conseiller de Margaret Thatcher en matière de politique étrangère pour l'Europe, ainsi que son rédacteur de discours.

### Turquie
En 1997, Stone prend sa retraite de sa chaire à Oxford et part enseigner au département des relations internationales de l'Université Bilkent d'Ankara,.
En 2005, Stone est transféré à l'Université Koç d'Istanbul. Il retourne ensuite à l'Université de Bilkent pour enseigner pendant l'année universitaire 2007-2008. Il donne des conférences à l'Université Boğaziçi d'Istanbul. Après avoir déménagé en Turquie, Stone devient un collaborateur régulier de Cornucopia, un magazine sur l'histoire et la culture de la Turquie. En 2010, Stone publie un livre sur l'histoire turque, du XIe siècle à nos jours, Turkey: A Short History,.

### Récompenses
Pour The Eastern Front 1914-1917 (1975), Stone remporte le prix d'histoire Wolfson. Il écrit également Hitler (1980), L'Europe transformée 1878-1919 (1983), qui remporte le prix Fontana d'histoire de l'Europe et World War One: A Short History (2007).

## Vie privée
À Vienne dans les années 1960, Stone rencontre (Marie) Nicole Aubry, la nièce du ministre des Finances de la dictature haïtienne de « Papa Doc » Duvalier. Ils se marient le 2 juillet 1966 et ont deux fils, Nick (né en 1966), écrivain à suspense, et Sebastian (né en 1972). Stone et sa première femme divorcent en 1977. Le 11 août 1982, il épouse Christine Margaret Booker (née Verity), membre éminente du groupe britannique des droits de l'homme d'Helsinki. Ils ont un fils, Rupert (né en 1983) et restent mariés jusqu'à sa mort en 2016.

## Œuvres publiées
- The Eastern Front, 1914–1917 (1975) ; (ISBN 0-340-12874-7)[4]
- Hitler (1980) ; (ISBN 0-340-24980-3) Hodder et Stoughton
- Europe Transformed, 1878–1919  (1983), (ISBN 0-00-634262-0) ; 2e éd. (1999) ; (ISBN 0-631-21507-7)
- The Makers of English History  (1987) ; (ISBN 0-297-78933-3) (éd.) Weidenfeld et Nicolson
- Tczechoslovakia: Crossroads and Crises, 1918-1988 (1989) ; (ISBN 0-333-48507-6)
- The Times Atlas of World History (1989) ; (ISBN 0-7230-0304-1) (éd.)
- The Other Russia (1990) ; (ISBN 0-571-13574-9) (avec Michael Glenny )
- Turkey in the Russian Mirror, dans Ljubica Erickson et Mark Erickson (éd.), Russia: War, Peace and Diplomacy. Essays in Honour of John Erickson, Londres : Weidenfeld & Nicolson, 2005, pp. 86-100.
- Islam in Turkey, dans Caroline Y. Robertson-von Trotha (éd.), Europa in der Welt – die Welt in Europa (= Kulturwissenschaft interdisziplinär/Interdgraduate Studies on Culture and Society, Vol. 1), Baden-Baden : Nomos, 2006, p. 139-145. ; (ISBN 978-3-8329-1934-4)
- World War One: a Short History (2007) ; (ISBN 1-84614-013-7) Presse pingouin
- The Atlantic and Its Enemies: A Personal History of the Cold War (2010) ; (ISBN 978-1-84614-275-8) Allée Lane
- Turkey: a Short History (2010), (ISBN 0-500-25175-4) ; Tamise et Hudson
- World War Two: a Short History (2013) ; Allen Lane / Basic Books
- Hungary: a Short History  (2019) ; Profile Books